# Mit sechzehn bin ich weg
Mit sechzehn bin ich weg ist ein halbstündiger Kurzfilm von Mark Monheim aus dem Jahr 2008. Er erzählt die Geschichte der fünfzehnjährigen Jenny, die nach der Trennung ihrer Eltern vor einem Neuanfang steht. Darsteller sind unter anderem Lucie Hollmann, Anke Schwiekowski und Lutz Winde.

## Handlung
Mit der Mutter und ihrem kleinen Bruder Moritz ist Jenny gerade in eine fremde Stadt gezogen. Noch sind nicht alle Umzugskisten ausgepackt, da muss sie sich schon der nächsten Herausforderung stellen: dem ersten Tag in der neuen Schule. Zunächst scheint es, als könnte der mit Missmut begonnene Tag zum verheißungsvollen Auftakt eines besseren Lebens werden – bis die Vergangenheit Jenny und ihre Familie brutal einholt.

## Hintergrund
Mit sechzehn bin ich weg wurde im Spätsommer 2007 in München gedreht. Der Abschlussfilm zu Monheims Regie-Studium an der Hochschule für Fernsehen und Film München (HFF) entstand in Koproduktion mit dem Bayerischen Rundfunk. Das Projekt wurde vom FilmFernsehFonds Bayern und vom Förderverein der HFF München finanziell unterstützt. Der Film wurde im Januar 2008 beim Filmfestival Max-Ophüls-Preis in Saarbrücken uraufgeführt und lief dort im erstmals ausgerichteten Wettbewerb „Mittellanger Film“. Die Filmbewertungsstelle Wiesbaden zeichnete den Film mit dem Prädikat „Besonders wertvoll“ aus und wählte ihn im Februar 2008 zum „Kurzfilm des Monats“. Der Film wurde auf über 20 Filmfestivals auf vier Kontinenten gezeigt, unter anderem bei Vienna Independent Shorts, beim Budapest Short Film Festival und beim Seattle True Independent Film Festival (alle 2008). Seit der Erstausstrahlung im Bayerischen Rundfunk im September 2008 wurde der Film auch von WDR, MDR, Eins Plus, Eins Festival, BR-Alpha und erneut vom BR ausgestrahlt.

## Auszeichnungen
- 2008: AOF – Action On Film International Film Festival, Pasadena, USA 2008 – Best Foreign Film – Short
- 2008: First Steps Award – Spielfilme bis 60 Minuten
- 2008: Prädikat Besonders wertvoll von der Filmbewertungsstelle Wiesbaden und Kurzfilm des Monats Februar